# Iglesia de San Tommaso
La Iglesia de San Tommaso es una antigua iglesia y monasterio católico en la ciudad de Pavía, Lombardía, Italia. Se encuentra dentro del centro histórico de la ciudad y pertenece a la Universidad de Pavía.

## Historia
El monasterio benedictino femenino de San Tommaso se menciona por primera vez en un diploma imperial de Arnulfo de Carintia de 889. Fue construido sobre los restos de un gran edificio con ábsides, quizás de propósito térmico, que datan de la época romana. La iglesia fue reconstruida en 1213 y en 1302 se convirtió en la sede de los frailes dominicos.
En 1320 se comenzó a trabajar en la construcción de una nueva iglesia más grande. Sin embargo, debido a numerosas interrupciones, la construcción solo se completó en 1478. Muchos particulares contribuyeron a la construcción de la nueva iglesia a través de legados, incluido Ardengo Folperti, el Maestro de las Entradas Ducales del Ducado de Milán, quien pagó por el trabajo. del ábside, como lo demuestran los escudos de armas de piedra insertados fuera de la estructura.

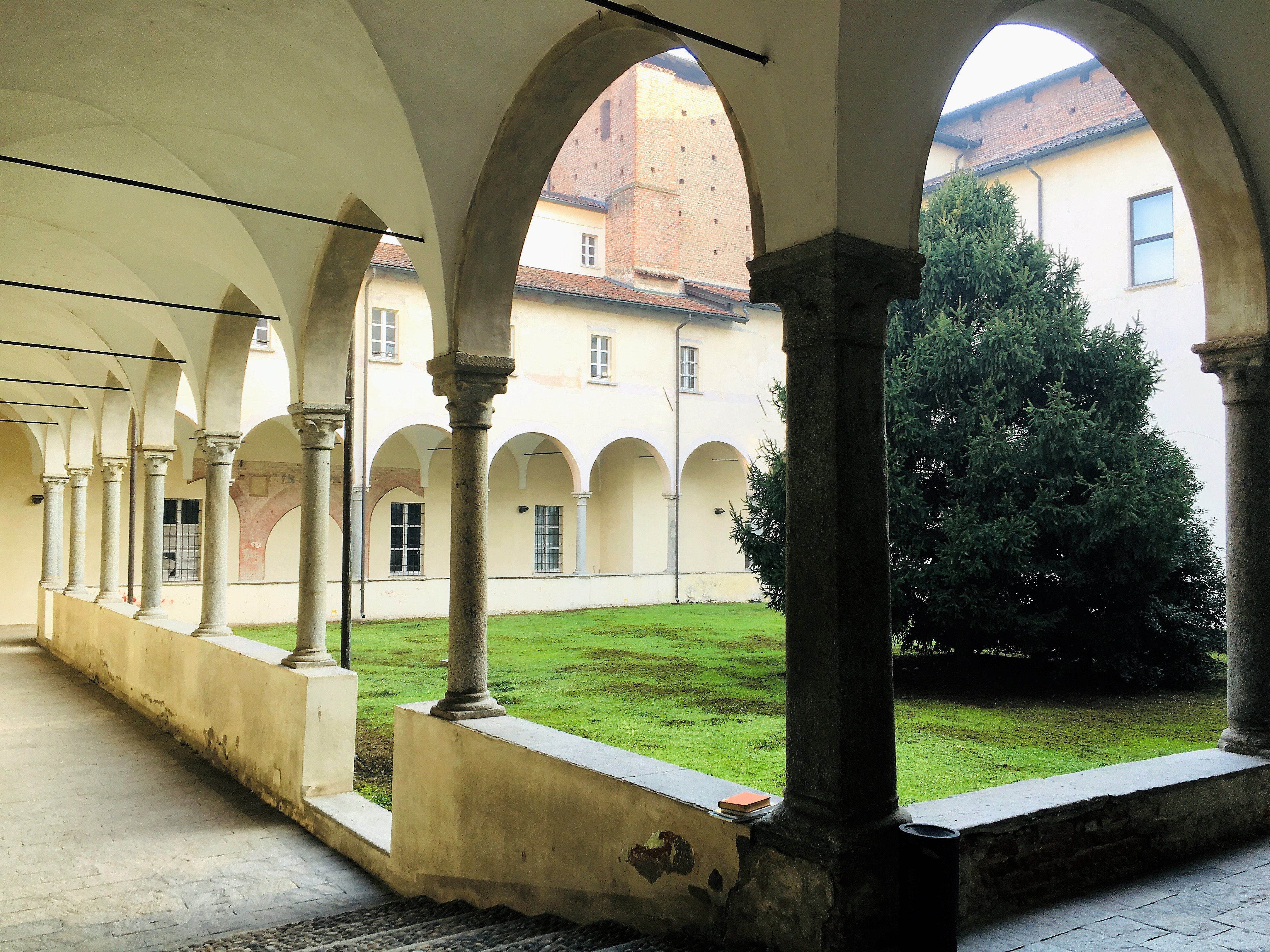
El claustro,.

A partir del siglo XIV, el monasterio se convirtió en sede de la Inquisición en Pavía. El monasterio poseía grandes fincas agrícolas en Roncaro y Samperone, ubicadas principalmente dentro del territorio de Pavía.
En 1782, el monasterio fue suprimido por José II y transformado en el Seminario General de la Lombardía Austríaca. Giuseppe Piermarini, encargado de adaptar el complejo al nuevo destino, modificó fuertemente la iglesia y demolió toda la nave lateral derecha, al tiempo que salvó el claustro del siglo XV. Unos años más tarde, en 1791, se cerró el seminario y el conjunto se convirtió en cuartel; permaneció así hasta la década de 1980, cuando fue vendido a la Universidad de Pavía. Después de las restauraciones, la universidad ahora usa la iglesia como sede de algunas facultades universitarias y la biblioteca de Estudios Humanísticos.

## Arquitectura
La fachada de la iglesia tiene un frontón quebrado, con un alzado central y un gran rosetón gótico de mármol blanco en el centro. Esta fachada recuerda la de la cercana iglesia de Santa María del Carmen; las similitudes incluyen la corona decorativa de terracota y el rosetón. La iglesia tiene planta de cruz griega y estaba dividida en tres naves, de las que sólo quedan dos; la nave sur fue demolida por Giuseppe Piermarini entre 1782 y 1789.

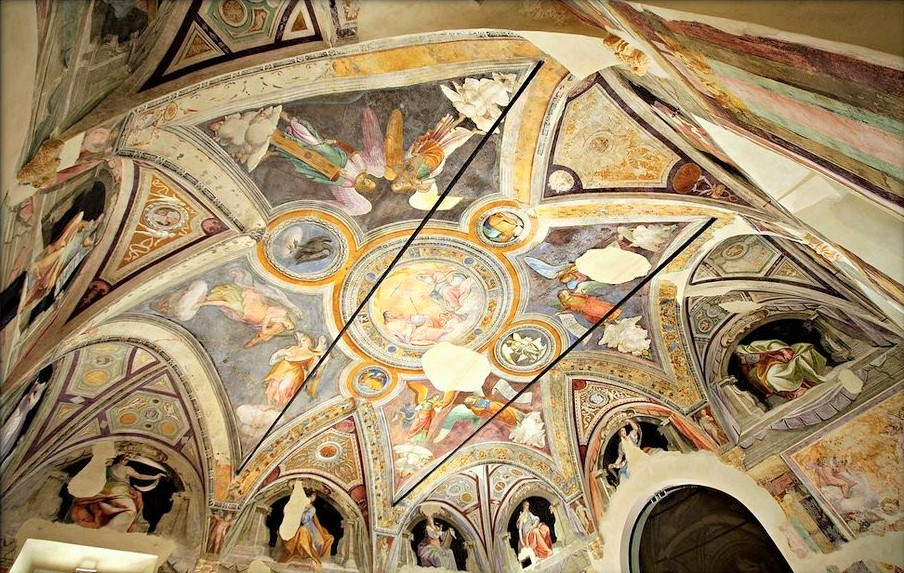
La capilla de Bottigella, -.

En la nave lateral izquierda había cinco capillas, una de las cuales fue otorgada a la Universidad de Pavía por los padres dominicos en 1392. Otra capilla, construida en la segunda mitad del siglo XV por Giovanni Matteo Bottigella, permanece casi completamente intacta. Esta capilla fue utilizada como lugar de enterramiento para los miembros de la familia Bottigella y contenía las reliquias de Sibillina Biscossi. Originalmente albergó la gran Pala Bottigella de Vincenzo Foppa, que inicialmente fue pintada al fresco por Bernardino Lanzani. Entre finales del siglo XVI y principios del XVII, fue renovado por el pintor sienés Alessandro Casolari y el romano Angelo Righi, que completaron el ciclo de las Sibilas en 1605.
Similar a la iglesia de San Francesco en Pavia, la Iglesia de San Tommaso tiene bóvedas de crucería en el presbiterio y en los pasillos laterales, mientras que parte del pasillo central estaba equipado con un techo de vigas de madera. Las naves están divididas por imponentes pilares cilíndricos de ladrillo, con capiteles cúbicos dentados. Según el proyecto de Piermarini, la altura de la iglesia se dividió en dos plantas; esta partición se mantuvo durante las restauraciones en la década de 1990.